# Marco Bailey
Marco Bailey (neerlandès: Marco Beelen)  (20 de juliol de 1970) és un discjòquei belga de música tecno. És conegut per ser el compositor de cançons com «Sniff» de 1995 i «Scorpia» de 1996.
Va començar a punxar discos de funk i rap als 18 anys, i més endavant psytrance. El 1999 va fundar el seu propi segell discogràfic, Session Recordings, i després MB Elektronics el 2002 i Materia el 2017. Ha fet aparicions destacades en festivals com ara Nature One, Tomorrowland i I Love Techno de Gant.

## Discografia
- 1995: Planet Goa (Dance Opera)
- 1997: Global Warning (Bonzai Records)
- 2000: Sacrifice and Dedication (Primate Records)
- 2004: Rudeboy (MB Elektronics)
- 2011: Dragon Man (Bedrock Records)
- 2013: High Volume (MB Elektronics)
- 2014: 25 Years (The Reworks) (MB Elektronics)
- 2017: Temper (Materia)
- 2021: Surreal Stage (Materia)
- 2023: Nocturno (Materia)[4]